# ヤマハ・トリシティ

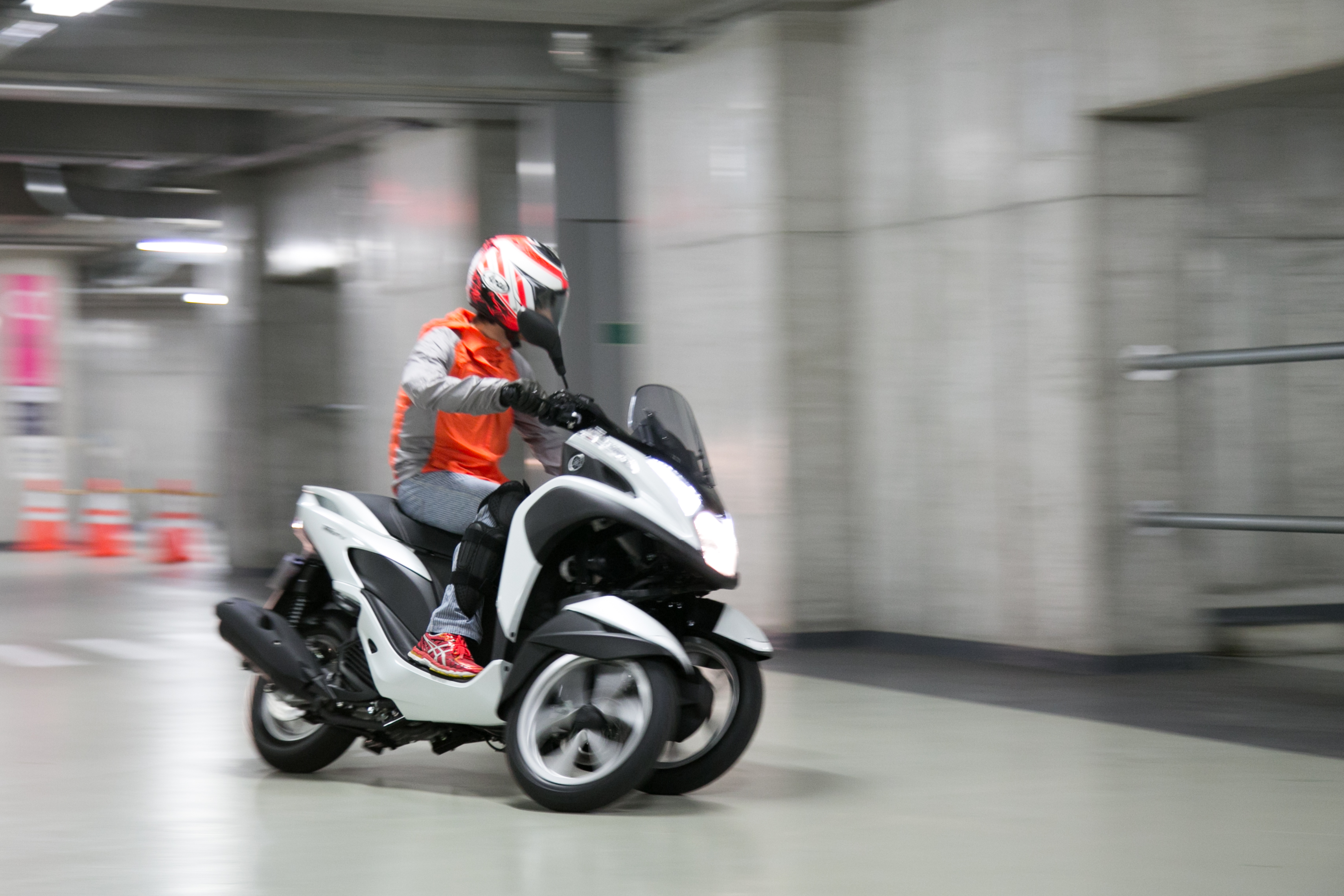
前二輪・後一輪で、（一般の二輪車のように自然な感覚で）車体を傾斜させて曲がれる構造をしている（画像は125ccクラス）

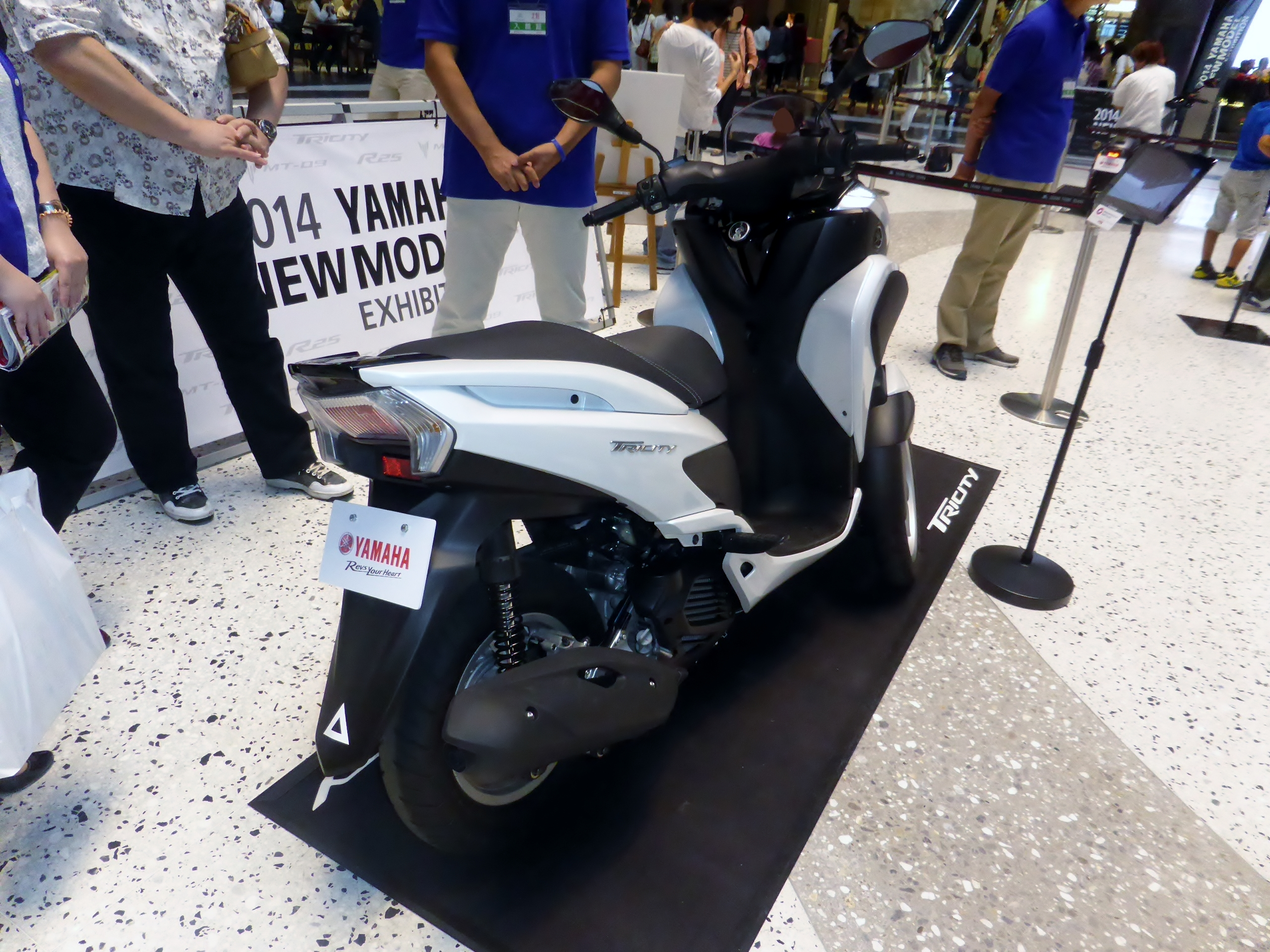
後から見たヤマハ・トリシティ

トリシティ (Tricity) は、ヤマハ発動機（ヤマハ）が製造し世界各国で販売しているスクータータイプのリーニングリバーストライクである。
2020年9月現在では排気量125ccの「トリシティ125」（MW125）がアジア、ヨーロッパ、オーストラリア、ニュージーランドで販売、2016年9月には排気量155ccの「トリシティ155」（MW150A）が欧州で販売開始され、日本では2017年1月20日に販売開始。
2020年7月には排気量300ccの「トリシティ300」（MWD300）が欧州で販売開始され、日本では2020年8月24日に国内販売日発表、2020年9月30日に販売開始された。
日本の道路交通法では、内閣総理大臣が告示で指定する三輪の自動車の要件に該当することから「特定自動二輪車」に分類され、道路交通法上における三輪の自動車ではなく二輪の自動車として扱われる。道路運送車両法では排気量が125ccのものは第二種原動機付自転車、155ccのものは「側車付オートバイ」として扱われ、検査対象外軽自動車となる。

## 概要
ヤマハは新コミューター市場の創造を目指す「ニュースタンダード シティコミューター」のコンセプトを基にLMW（リーニング・マルチ・ホイール）と呼ばれる二輪のように傾斜して曲がるといった三輪以上の車両の開発に着手した。その第一弾として2013年11月に東京モーターショーにて「TRICITY Concept」を出展、2014年3月にトリシティを発表し、同年4月にタイの現地法人であるタイヤマハモーターによって製造販売が開始された。
日本では「トリシティ（MW125）」として同年9月10日に発売された。法的にはトライクにおける特定二輪車の扱いとなり、前二輪構造の三輪ではあるが『第二種原動機付自転車』として型式認定を受けているため、ナンバープレートは原付二種甲種（いわゆるピンクナンバー）となる。運転に必要な運転免許は 小型限定普通自動二輪車（AT含む）免許  以上（「小型限定普通自動二輪車免許 以上」であるので、『大型自動二輪車免許』（AT限定も含む）でも運転できる）。
後にトリシティ155の発売に合わせ、車名を「トリシティ125」としている。
2014年9月の販売開始から同年12月までの4か月で出荷台数が5,666台となり、125cc以下の二輪の2014年の年間出荷台数ではシグナスに次いで第4位となった。ボディーカラーは販売開始時は白・黒・赤の三色であったが、2015年12月15日よりマットブルー（青色）が追加され、2016年3月1日からはトップケース・ナックルバイザー等を標準装備した「快適セレクション」を販売する。
2016年7月の報道によると、ヨーロッパヤマハではトリシティ125にパトランプ等警察用装備を取り付けたエディションを販売すると発表した。
また、大阪モーターサイクルショー2016において販売予定車としてブルーコアエンジンを搭載した排気量155ccの「トリシティ155（MW150A）」が公開された。欧州では2016年9月に販売され、日本でも2017年1月20日に発売開始された。
2016年度には、警察車両として大阪府警が110台のトリシティ125を調達し交番などへ配置しているほか、神奈川県警察・愛知県警察の一部の警察署でも配備が行われている。
EICMA2018において、排気量300ccのコンセプトモデル「3CT」が発表、2019年10月の東京モーターショーにて「トリシティ300」として参考出店車が展示された。EICMA2019にて欧州販売仕様が公開され、欧州では2020年7月に販売された。日本では2020年9月30日に販売開始された。

## 車両解説
ヤマハはトリシティを「LMW（リーニング・マルチ・ホイール）」という乗り物（リーンできる、多輪の乗り物）の一種だと位置づけている。それを実現したメカニズムを解説すると、次の通りである。
前輪側は片側2本ずつのフロントフォークの外側に車輪を懸架させており、パラレログラムリンクと呼ばれるリンク機構のおかげで、車体全体を自然にリーンさせること（傾けること）ができるようになっており、通常の二輪車と同じような自然な操作感を実現しつつ、しかも通常の二輪車以上の「安定性」（二輪車につきまといがちな、前輪が横方向に滑り あっけなく転倒してしまうような事態の低減、回避）を実現している。
車体前方から見ると、フロントフォークが平行四辺形の「対辺」のように、平行なまま それぞれの車輪が接地する位置まで自然に伸び縮みし、これにより両輪でしっかり地面をとらえてより大きなグリップ（摩擦）を確保しつつ旋回できるのはもちろん、状況によっては片輪側だけで段差に対応することもできる構造になっている。
なお後輪とエンジンは通常のスクーターの構造を流用している。
なお、スタンドを使用しない自立機構は備えておらず停車の際は足を着く必要があり、駐車の際はサイドスタンドもしくはセンタースタンドを使用する。トリシティ300においては、車両が極低速または停止状態の場合にスイッチ操作で車両の自立をアシストする「スタンディングアシスト」機構を搭載している。

### トリシティ125
排気量125ccクラスのトリシティ。形式名はMW125。
日本国内発売に先行してタイで2014年4月に発売。日本国内では2014年（平成26年）9月10日より販売されている。ヤマハ発動機のLMW機構を使用した初の車両である。
道路運送車両法では「第二種原動機付自転車」として扱われる。運転には小型限定普通自動二輪車運転免許（AT限定）以上の免許が必要である。2018年モデルからBLUE COREエンジンを搭載している。
ABS仕様も2015年4月20日より発売されており、回転センサーは全輪に一つずつ装備されている。

#### 歴史
- 2014年9月10日 発売[18]
  - メーカー希望小売価格： 330,000円（税抜）
    - 以下の車体色を設定
      - ブルーイッシュホワイトカクテル1（ホワイト）
      - マットディープレッドメタリック3（レッド）
      - ブラックメタリックX（ブラック）
- 2015年4月20日 ABS装備モデル（トリシティ ABS）を設定[19]
  - メーカー希望小売価格： 370,000円（税抜）
- 2015年12月15日 車体色追加[20]
  - マットブルーメタリック3（ブルー）
- 2016年3月1日 追加[21]
  - 快適セレクションを設定
- 2018年1月20日 マイナーチェンジ（2018年モデル）[22]
  - メーカー希望小売価格： 365,000円（税抜、ABS非装備モデル）、 400,000円（税抜、ABS装備モデル）
  - BLUE COREエンジン搭載
  - 新設計車体フレーム・サスペンションの採用
  - シート高を前モデルより15mm低床化
  - ヘッドランプをLED化
  - メーターに「ECOランプ」の追加
  - DC電源ジャックの追加
  - リヤホイール径を12インチから13インチにアップ（155と同一サイズに変更）
  - 車体色設定変更
    - ホワイトメタリック6（ホワイト）
    - ライトシアンメタリック4（シアン）（ABS搭載モデルのみ）
    - マットグレーメタリック3（マットグレー）(ABS非搭載モデルのみ）
- 2019年3月20日 車体色設定変更[23]
  - メーカー希望小売価格：  385,000円（税抜、ABS非装備モデル）、420,000円（税抜、ABS装備モデル）
    - マットペールブルーメタリック2（マットペールブルー）（新色）
    - マットグレーメタリック3（マットグレー）
    - ホワイトメタリック6（ホワイト）

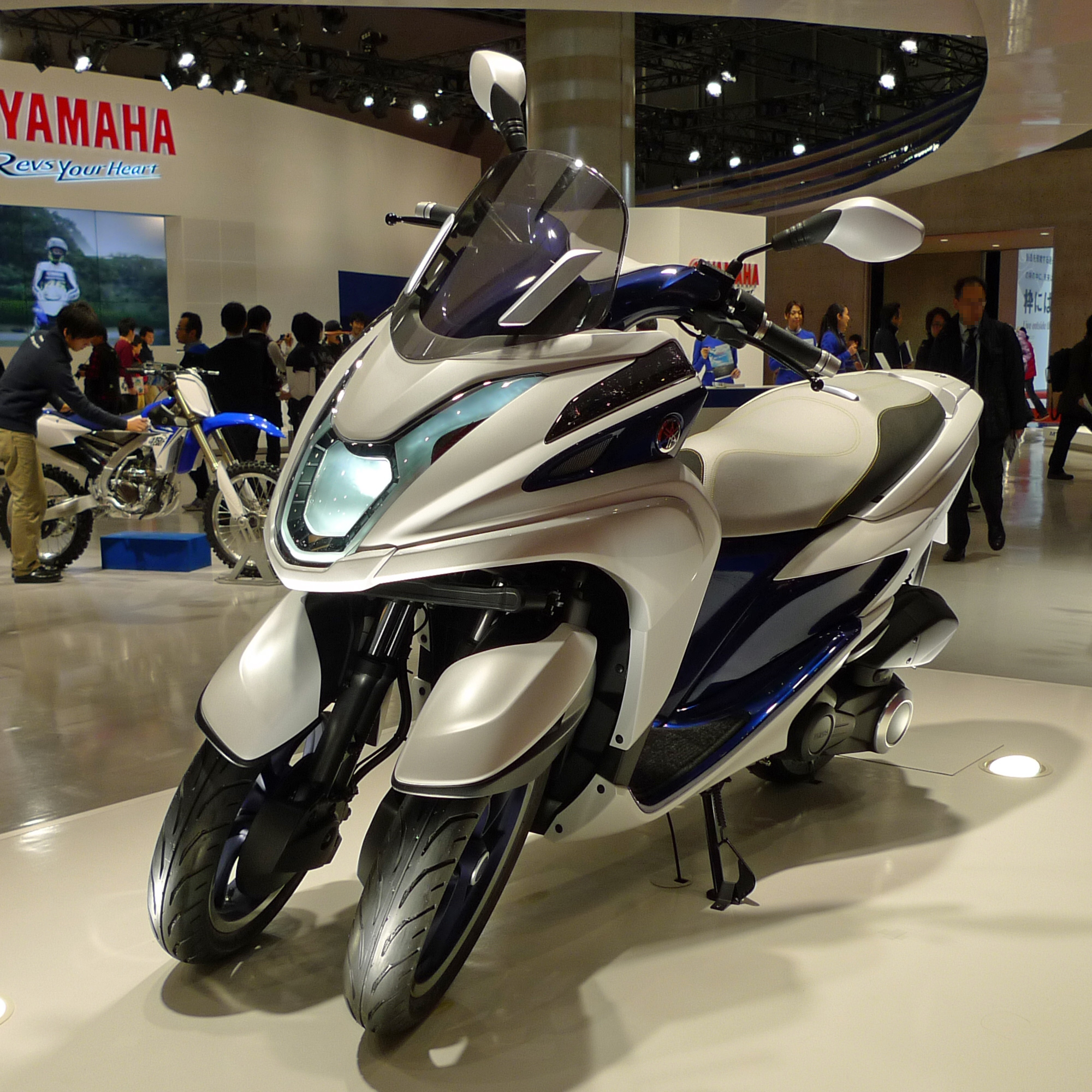
東京モーターショーで2013年に展示されたコンセプトモデル
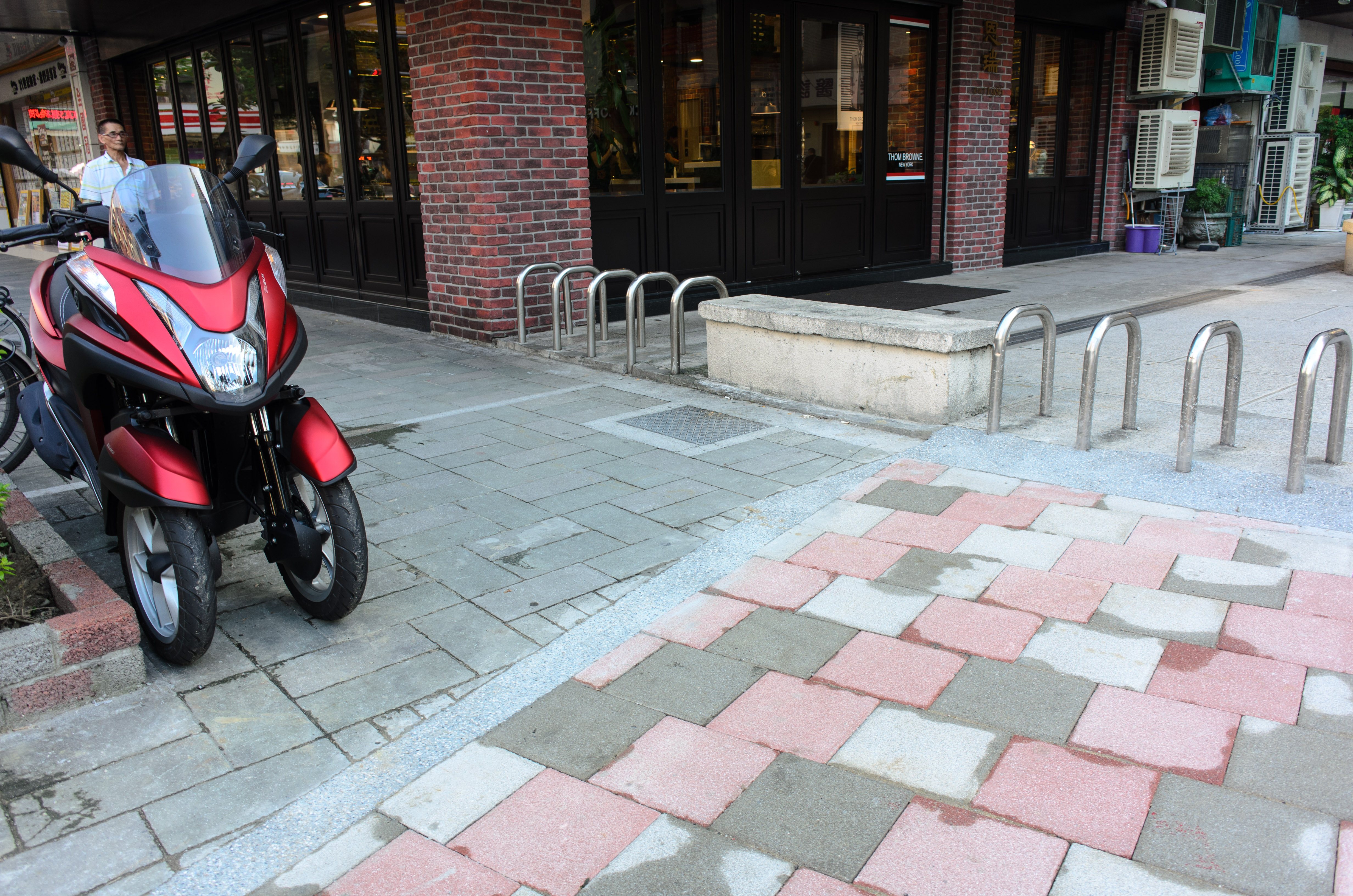
台北の市街地とトリシティ
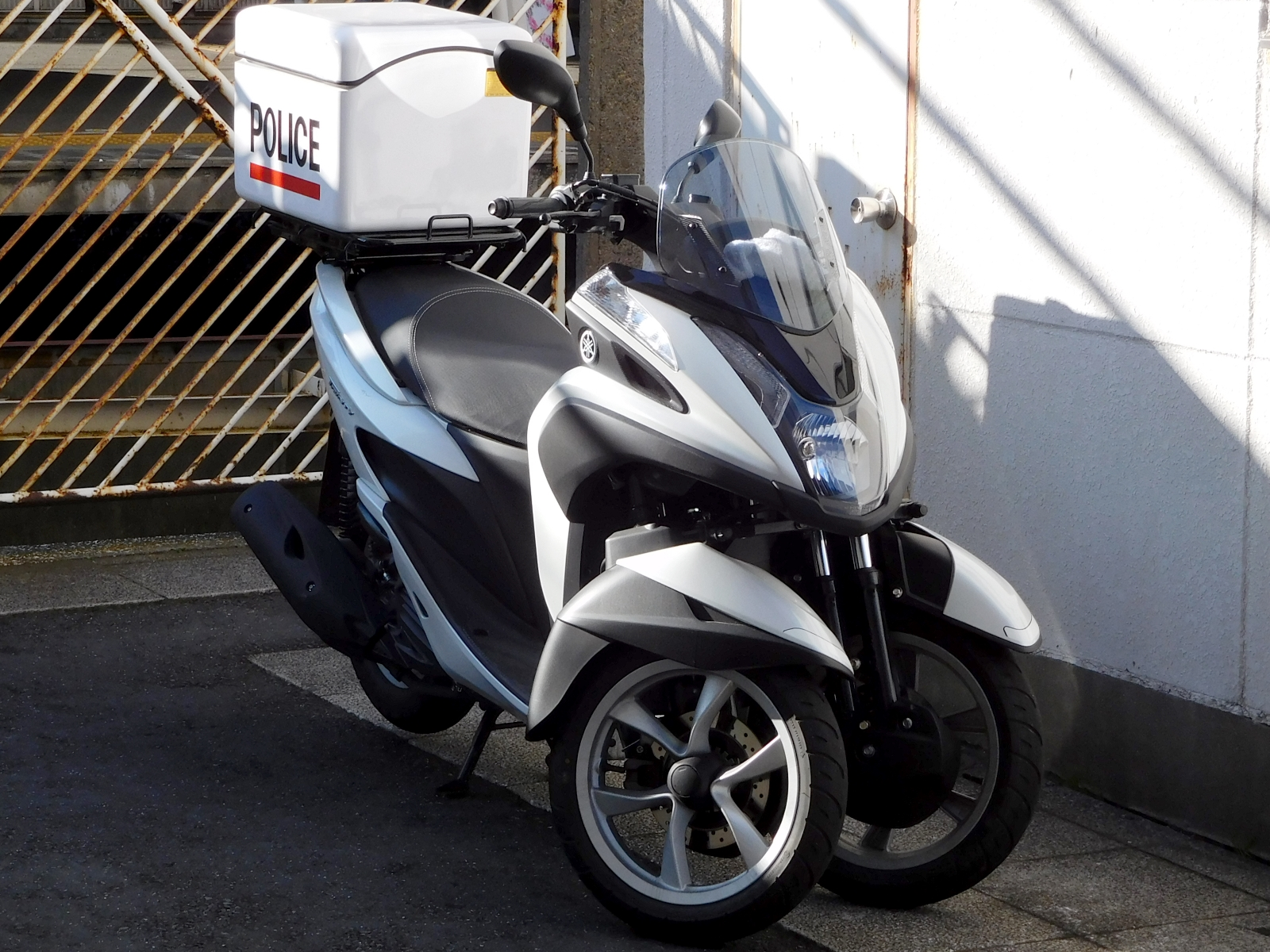
神奈川県警察の交番用パトロールバイク

### トリシティ155
排気量155ccクラスのトリシティ。形式名はMW150A。
日本国内発売に先行して欧州で2016年9月に発売。日本国内では2017年（平成29年）1月20日より販売されている。
道路運送車両法では「側車付オートバイ」として扱われ、検査対象外軽自動車となる。運転には普通自動二輪車運転免許（AT限定）以上の運転免許が必要である。道路交通法では特定自動二輪車となるため、高速自動車国道の法定最高速度は三輪自動車に適用される80km/hではなく、二輪自動車に適用される100km/hで走行することができる。
エンジンはNMAX155同様のVVA（可変バルブ機構）付きBLUECOREエンジンを搭載し、トリシティ125と比べ車体もエンジンに合わせて改良され後輪はサイズアップされた。
ABSは全車標準で装備されており、別構造でパーキングブレーキも追加装備されている。ヘッドライトはLEDとなった。

#### 歴史
- 2017年1月20日 発売[25]
  - メーカー希望小売価格： 420,000円（税抜）
  - 以下の車体色を設定
    - マットブラック2（ブラック）
    - ホワイトメタリック6（ホワイト）
    - マットビビッドパープリッシュブルーメタリック1（ブルー）
- 2019年3月20日 マイナーチェンジ[26]
  - メーカー希望小売価格： 440,000円（税抜）
  - シート高を前モデルより15mm低床化
  - 車体色設定変更
    - マットグレーメタリック3（マットグレー）（新色）
    - ホワイトメタリック6（ホワイト）
    - マットビビッドパープリッシュブルーメタリック1（マットブルー）
- 2020年5月15日 車体色追加[27]
  - ブルーイッシュグレーソリッド4（グレー）

### トリシティ300
排気量300ccクラスのトリシティ。形式名はMWD300。
EICMA2018において、コンセプトモデル「3CT」が発表、展示、2019年10月の東京モーターショーにて「トリシティ300』として参考出展車が展示された。EICMA2019にて欧州販売仕様が公開され、欧州では2020年7月に発売された。2020年（令和2年）9月30日に日本国内発売。
大型スポーツタイプのLMWモデル「NIKEN」で採用実績のある“LMWアッカーマン・ジオメトリ”をトリシティ300に専用設計し採用。ABSは全車標準装備。
運転には普通自動二輪車運転免許（AT限定）以上の免許が必要である。292ccBLUE COREエンジンを搭載。
車両が極低速または停止状態の場合、スイッチ操作によってLMW機構上部のアームに設置したディスクをロックし、車両の自立をアシストする「スタンディングアシスト」機構を採用。
ラチェットレバー式のリアブレーキロック（パーキングブレーキ）をヤマハ発動機のバイクとして初採用。
電子キーによって、キーをシリンダーに差し込む必要無く、電源のON／OFF、エンジン始動／停止、フューエルリッドロック解除などのメインスイッチの操作が可能な「スマートキーシステム」を採用。

#### 歴史
- 2020年8月24日 国内発表[28]
- 2020年9月30日 発売
  - メーカー希望小売価格： 870,000円（税抜）
  - 以下の車体色を設定
    - ブルーイッシュグレーソリッド4（グレー）
    - マットグレーメタリック6（マットグレー）
    - マットダークグレーメタリックA（マットグリーニッシュグレー）

## 広報

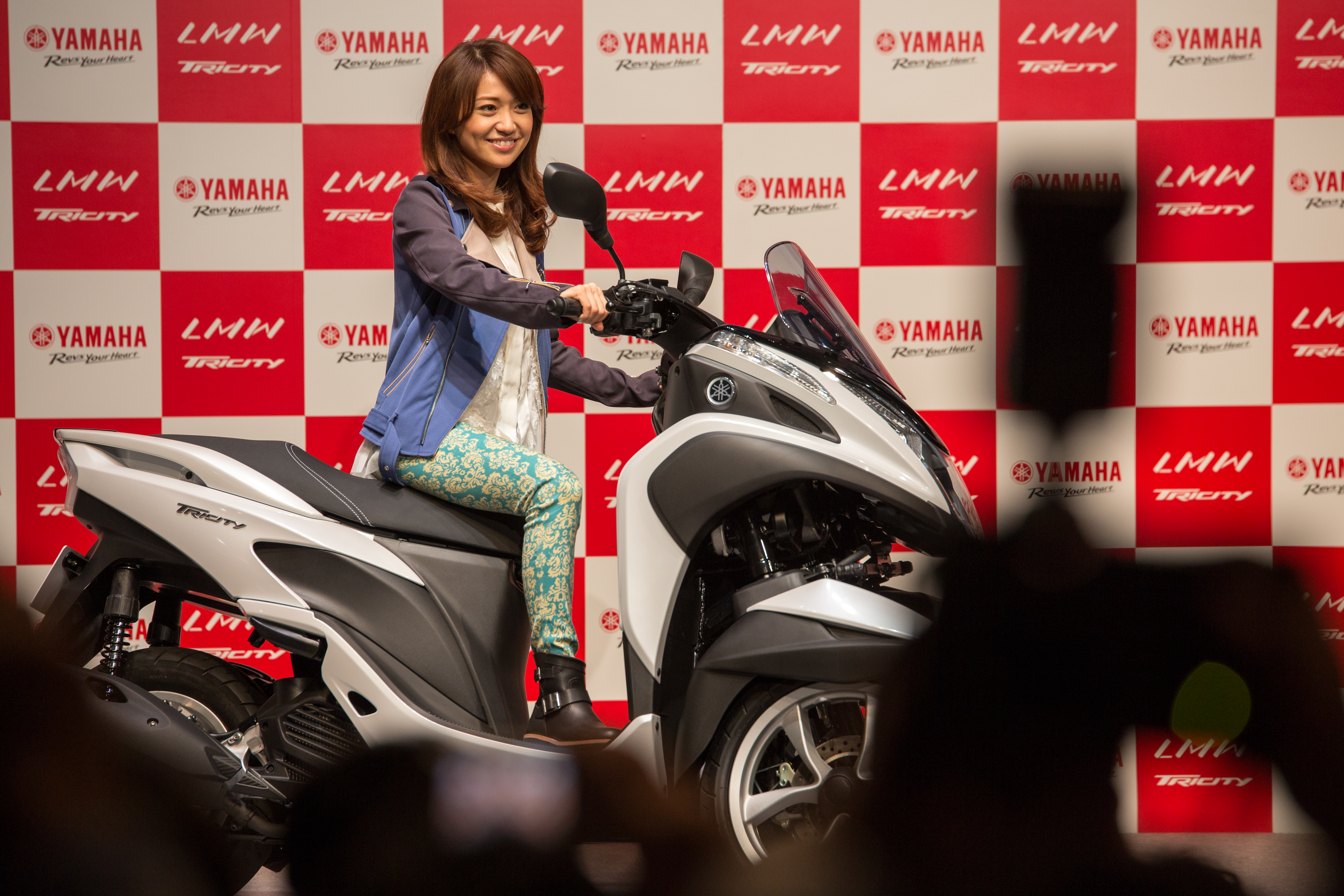
ヤマハ・トリシティ発表会にて試乗する大島優子（2014年7月1日）

CMキャラクターに元AKB48のメンバーである大島優子を採用、CM出演の企画としてAT限定普通自動二輪車小型限定免許を取得したほか 、俳優の菅田将暉もLMW部部長となった大島優子によりLMW部の部員1号に任命され、AT限定普通自動二輪車小型限定免許を取得した。
また、ヤマハ発動機は若年層の新規顧客獲得を狙い、首都圏にある5大学のミスキャンパス候補の28名をトリシティ アンバサダーに任命し、その中からミストリシティが3名選出するとしている。

## 漫画
ヤマハ公式サイトで「バイクとサウナとサウナ飯でととのう漫画」として各漫画とコラボレーションをした『ととのったMAGAZINE』を掲載している。作中にトリシティが登場する作品は以下の通り（一部作品は姉妹車であるヤマハ・NIKENを使用）。
- 金田一37歳の事件簿（さとうふみや）
- サイコメトラーEIJI（朝基まさし）
- サ道（タナカカツキ）
- 終電ちゃん（藤本正二）
- 節約ロック（大久保ヒロミ）
- ばくおん!!（おりもとみまな）：作中で天野恩紗がトリシティ125に乗って通学しており、ととのったでも天野恩紗が主人公として描かれている。
- ゆるキャン△（あfろ）：本作の主人公である志摩リンがヤマハ・ビーノに乗っており、スペシャルエピソード「サウナとごはんと三輪バイク」でビーノを車検整備に出している間の代車として登場した。なお、本エピソードをアニメ化したものが『へやキャン△』のBlu-ray＆DVDの特典として収録されている[34]。
- レンタル彼女 月田さん（時田時雨）

その他、山本さほ、山科ティナ、小山健らによる漫画が掲載されている。

### 註
1. ↑  前輪が二輪、後輪が一輪で、車体を傾斜させることが可能なトライク